# Савула Марія Михайлівна
Марія Михайлівна Савула (нар. 12 червня 1932, с. Жарово, Поморське воєводство, Польща) — вчений у галузі фтизіатрії. Доктор медичних наук (1973). Професор (1979).

## Життєпис

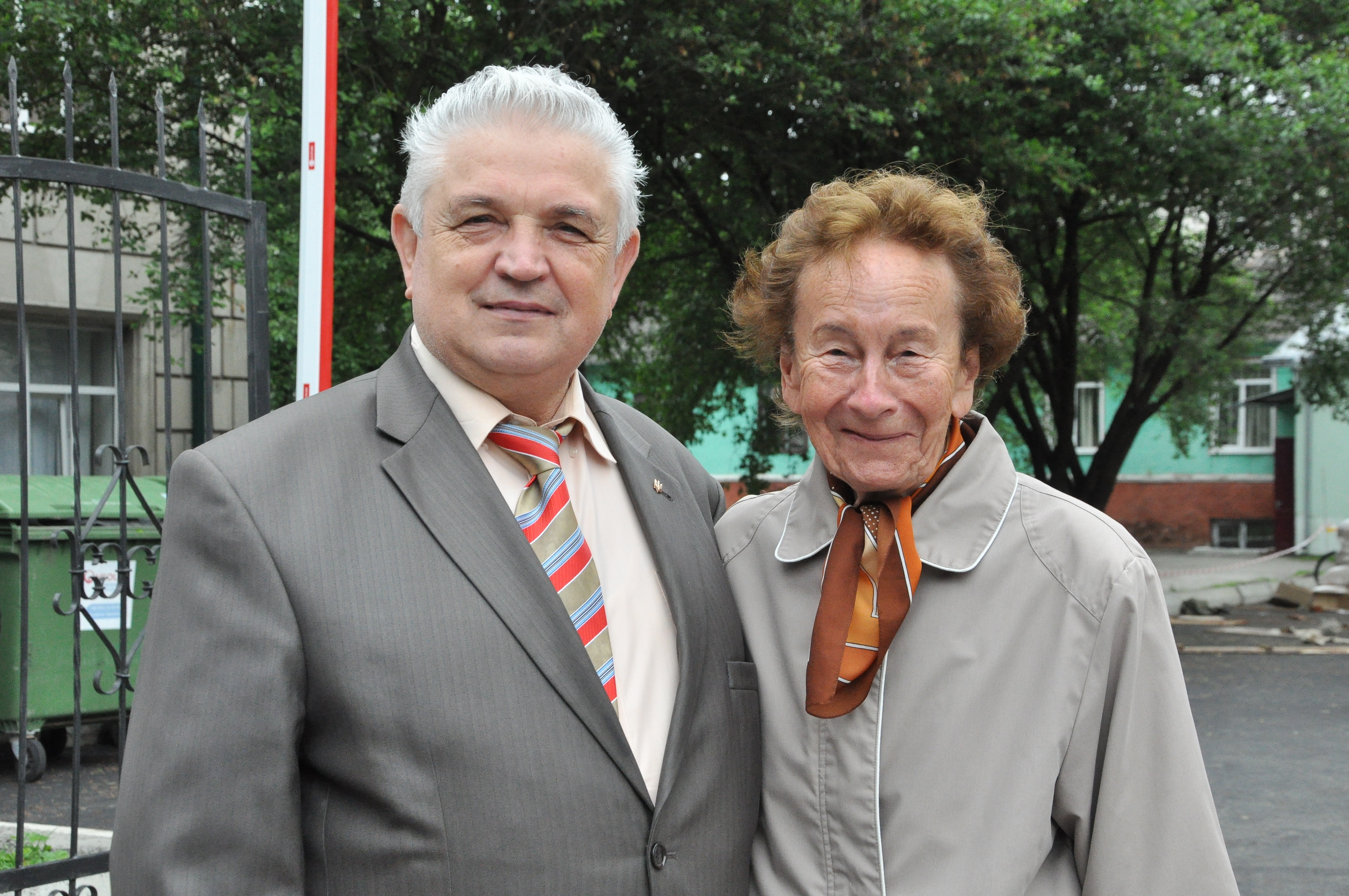
Українські вчені в галузі медицини Микола Іванович Швед і Марія Михайлівна Савула

Закінчила Львівський медичний інститут (1955, нині медичний університет). Працювала районним фтизіатром Комарнівського району Дрогобицької області (1955—1957, нині Львівської області), науковим співробітником НДІ туберкульозу (м. Львів).
1970—2006 роки — в Тернопільському медичному інституті (нині ТДМУ): завідувачка курсом туберкульозу, завідувачка кафедри туберкульозу, професор кафедри фтизіатрії.
1973—2004 роки — голова асоціації фтизіатрів і пульмонологів Тернопільської області.

## Доробок
Авторка 160 наукових праць, у тому числі 2 монографій, 4 підручників і навчальних посібників.
- Туберкульоз : підруч. для медичних вузів III-IV рівнів акредитації / М. М. Савула, О. Я. Ладний. - Т. : Укрмедкнига, 1999. - 232 с. - ISBN 966-7364-11-9
- Навчальний посібник з туберкульозу : навч. посіб. для студ. вищ. мед. навч. закладів І-ІІ рівнів акредитації / М. М. Савула. - Т. : Укрмедкнига, 2002. - 168 с.: рис. - Бібліогр.: с. 162-163. - ISBN 966-673-002-2
- Диференціальна діагностика та інші проблеми туберкульозу в клінічних ситуаціях : навч. посіб. для студ. вищих мед. навч. закл. IV рівня акредитації / М. М. Савула [та ін.] ; ред. В. І. Петренко, М. М. Савула. - Т. : ТДМУ ; Т. : Укрмедкнига, 2009. - 243 с. - Бібліогр.: с. 240-241. - ISBN 978-966-673-135-0
- Перинатальные инфекции : монография / Н. И. Жиляев [и др.]. - Т. : Підручники і посібники, 2011. - 320 с. : рис., табл. - Бібліогр.: с. 289-318. - 500 прим. - ISBN 978-966-07-2050-3